# 福爾頓街車站 (IND跨城線)
福爾頓街車站（英語：Fulton Street station）是紐約地鐵IND跨城線的一個地鐵站，位於布魯克林介乎南波特蘭大道及福爾頓街之間的拉法葉大道，設有G線（任何時候停站）列車服務。

## 車站結構
| G        | 街道層             | 出入口                                    |
| M        | 夾層               | 往出入口、車站詢問處、MetroCard自動售票機 |
| P 月台層 | 側式月台，右側開門 | 側式月台，右側開門                        |
| P 月台層 | 南行               | 往教堂大道（霍伊特-歇爾美角街）           |
| P 月台層 | 北行               | 往法庭廣場（克林頓-華盛頓大道）           |
| P 月台層 | 側式月台，右側開門 |                                           |

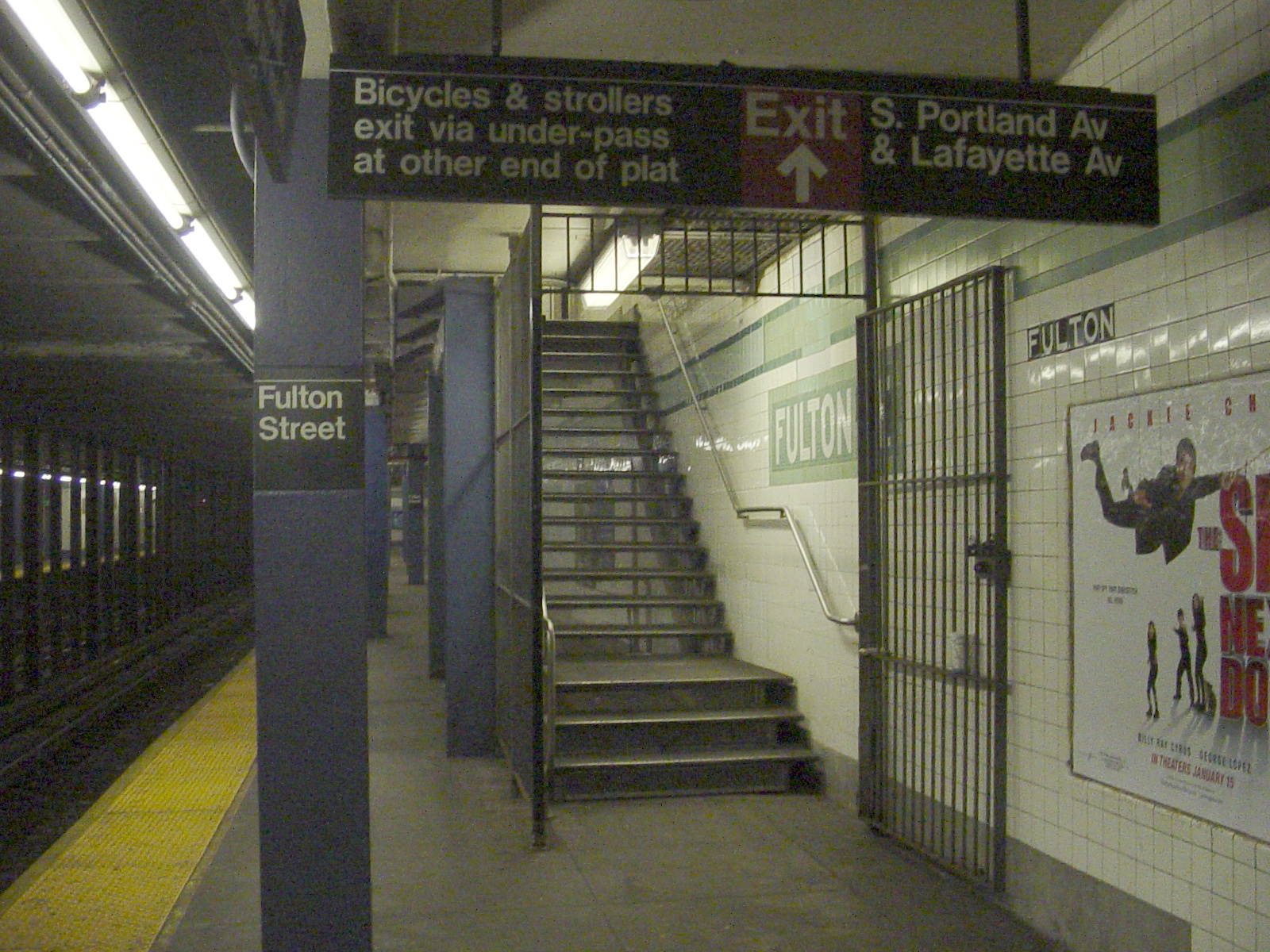
南波特蘭大道北行月台出口樓梯

此地下車站在1937年7月1日，作為跨城線延長段由納蘇大道延長至霍伊特-歇爾美角街時啟用。此站設有兩個側式月台和兩條軌道。
此站距離跨城線與IND福爾頓街線的交匯處相當接近，位於拉法葉大道以西，但兩站並無轉乘設定。往曼哈頓方向的A線與C線列車的乘客可在離站後幾秒右側車門看到此站月台。兩站之間還有職員專用的隧道連通。
MTA拒絕一個將此站連往大西洋大道-巴克萊中心的計劃，指兩站之間的步行距離過長。

## 外部連結
- nycsubway.org—IND Crosstown: Fulton Street
- Station Reporter — G Train
- The Subway Nut — Fulton Street Pictures （页面存档备份，存于）
- Fulton Street entrance from Google Maps Street View
- South Portland Avenue entrance from Google Maps Street View
- Platforms from Google Maps Street View